# Lithacodia decorina
Lithacodia decorina är en fjärilsart som beskrevs av Emilio Berio 1954. Lithacodia decorina ingår i släktet Lithacodia och familjen nattflyn. Inga underarter finns listade i Catalogue of Life.